# Cheirinho da loló

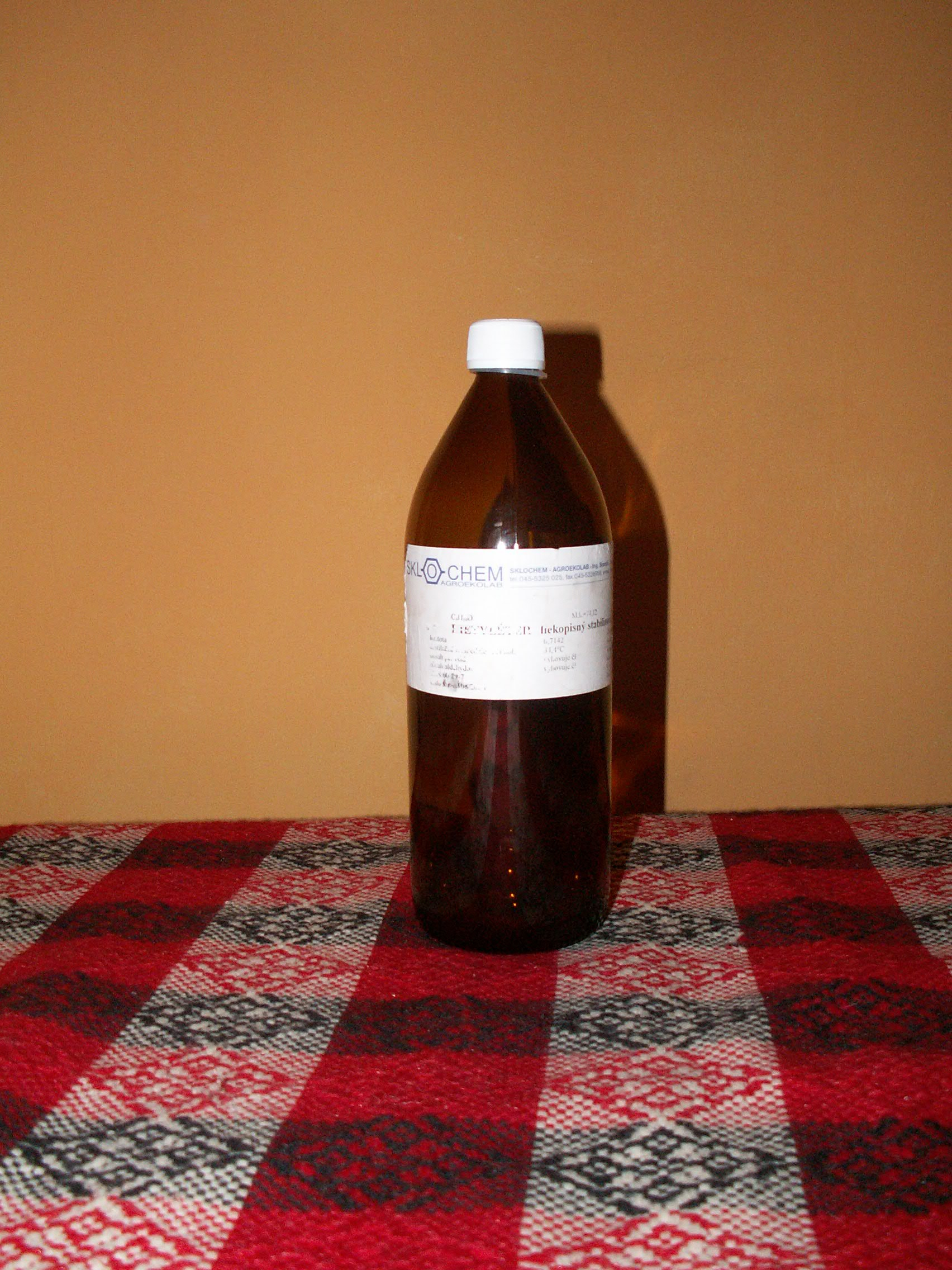
Frasco de éter, um dos principais componentes do loló, que é geralmente uma preparação química caseira, similar ao lança-perfume.

Cheirinho da loló ou loló é o nome popular de um entorpecente preparado clandestinamente baseado em clorofórmio e éter. Loló é um nome dado para variantes do lança-perfume.
Apesar de não existirem estudos conclusivos sobre dependência, sabe-se que o loló possui diversos efeitos colaterais. No Brasil, foi proibido pelos vários relatos de parada cardíaca pelo uso desta droga, que também está conectada a casos de depressão e de morte quando usada em excesso.
O loló é usado como inalante; coloca-se um pouco em uma peça de tecido pequena e inala-se pelo nariz ou pela boca. Também é usado diretamente, inalando-se de uma latinha ou garrafa pela boca ou narinas, com efeitos parecidos ao do gás butano.
As alucinações do loló implicam em desequilíbrio, uma lentidão nos movimentos e vozes ao redor, confusão auditiva e, em alguns casos, visual. O loló também deixa as pessoas mais animadas e avulsas para confusões, o usuário torna-se desinibido e suas pupilas dilatam. Relata-se que algumas pessoas têm como efeito auditivo escutar um som comparado ao de uma ambulância, como um sino. 